# Густаво Бенітес (футболіст, 1953)
Густаво Бенітес (ісп. Gustavo Benítez; нар. 5 лютого 1953, Параґуарі) — парагвайський футболіст, що грав на позиції півзахисника, зокрема за «Олімпію» (Асунсьйон), «Гранаду», а також національну збірну Парагваю. По завершенні ігрової кар'єри — тренер.
Восьмиразовий чемпіон Парагваю як гравець і триразовий чемпіон Чилі як тренер.

## Клубна кар'єра
У дорослому футболі дебютував 1974 року виступами за команду «Олімпія» (Асунсьйон), у складі якої наступного року уперше став чемпіоном Парагваю.
Своєю грою за цю команду привернув увагу представників тренерського штабу іспанської «Гранади», до складу якої приєднався вже 1975 року. Відіграв за клуб з Гранади наступні п'ять сезонів своєї ігрової кар'єри і був його основним гравцем.
1980 року повернувся до асунсьйонської «Олімпії», у складі якої протягом наступних шести років п'ять разів вигравав першість Парагваю.
У 1985—1987 грав у Колумбії за «Атлетіко Насьйональ», після чого знову повернувся до «Олімпії», де провів останні чотири сезони своєї кар'єри і з якою виборов два останні для себе чемпіонські титули.

## Виступи за збірну
1975 року дебютував в офіційних матчах у складі національної збірної Парагваю.
У складі збірної був учасником трьох розіграшів Кубка Америки — 1975, 1983 і 1987 років. На турнірі 1983 року парагвайці здобули бронзові нагороди.
Загалом протягом кар'єри у національній команді, яка тривала 13 років, провів у її формі 43 матчі, забивши 2 голи.

## Кар'єра тренера
Розпочав тренерську кар'єру, повернувшись до футболу після невеликої перерви, 1993 року, очоливши тренерський штаб клубу «Серро Кора». А вже наступного року тренував свою рідну «Олімпію» (Асунсьйон).
1995 року став головним тренером чилійського «Коло-Коло», з яким працював протягом чотирьох років. За цей час тричі приводив команду із Сантьяго до перемоги у чилійській футбольній першості.
У січні 1999 року був запрошений до Європи, де очолив команду «Расінга» (Сантандер). Двічі поспіль зберігав для команди місце у Ла-Лізі, проте підсумкове 15-те місце двічі поспіль не було визнано задовільним результатом, і по завершенні сезону 1999/2000 парагвайця було звільнено. Утім вже у березні 2001 року керівництво клубу повторно підписало тренера, який цього разу протримався на посаді лише до жовтня того ж року, коли був звільнений через невдалий старт команди у Сегунді.
Протягом частини 2003 року тренував іншу іспанську команду, «Райо Вальєкано», після чого повернувся до Південної Америки. Протягом 2004—2005 років знову очолював тренерський штаб «Олімпії» (Асунсьйон), а згодом процював у Чилі з «Палестіно», «Кобрелоа» та «Коло-Коло».

## Титули і досягнення

### Як гравця
- Чемпіон Парагваю (8):

«Олімпія» (Асунсьйон): 1975, 1980, 1981, 1982, 1983, 1985, 1988, 1989

### Як тренера
- Чемпіон Чилі (3):

«Коло-Коло»: 1996, 1997 (Клаусура), 1998
- Володар Кубка Чилі (1):

«Коло-Коло»: 1996